# Pathé Mboup
Pathé Mboup (Mbao, 19 oktober 2003) is een Senegalees voetballer die sinds 2024 uitkomt voor Pau FC.

## Clubcarrière
Mboup maakte in januari 2022 de overstap van AS Dakar Sacré-Cœur naar Standard Luik, dat hem aanvankelijk liet aansluiten bij de beloften. In de zomer van 2022 versierde hij een transfer naar Olympique Lyon. In het seizoen 2022/23 speelde hij er twintig competitiewedstrijden voor het B-elftal, dat dat seizoen uit de Championnat National 2 degradeerde.
In september 2023 ondertekende hij een driejarig contract bij de Belgische eersteklasser RWDM, een zusterclub van Lyon. Op 28 september 2023 maakte hij z'n officiële debuut in de club in de competitiewedstrijd tegen Union Sint-Gillis, waarin hij kort voor het slotkwartier inviel voor Xavier Mercier. Na drie invalbeurten op rij kreeg hij op 21 oktober 2023 tegen KVC Westerlo z'n eerste basisplaats. Mboup slaagde er in z'n debuutseizoen niet in om uit de groeien tot een vaste basiskracht: hij speelde weliswaar 25 officiële wedstrijden in alle competities, maar daarin was hij slechts acht keer basisspeler. In die 25 wedstrijden was Mboup goed voor twee goals en twee assists, telkens als invaller. Op 16 december 2023 leverde hij in de competitiewedstrijd tegen STVV de assist af voor de 2-0 van Makhtar Gueye, die ook al de 1-0 had gescoord, en legde hij zelf de 3-0-eindscore vast. Het was van het seizoen 1980/81 geleden dat RWDM (toen nog onder het stamnummer 47) een officiële wedstrijd won met minstens drie goals van de winnaar, die allemaal gescoord werden door buitenlanders uit hetzelfde land.
In juli 2024 ruilde Mboup het naar Eerste klasse B gedegradeerde RWDM voor de Franse tweedeklasser Pau FC. De Franse club betaalde geen transfersom, al werden er wel potentiële bonussen in het contract gezet.

## Clubstatistieken
| Seizoen         | Club             | Land               | Competitie             | Competitie | Competitie | Beker | Beker | Supercup | Supercup | Europees | Europees | Totaal | Totaal |
| Seizoen         | Club             | Land               | Competitie             | Wed.       | Dlp.       | Wed.  | Dlp.  | Wed.     | Dlp.     | Wed.     | Dlp.     | Wed.   | Dlp.   |
| --------------- | ---------------- | ------------------ | ---------------------- | ---------- | ---------- | ----- | ----- | -------- | -------- | -------- | -------- | ------ | ------ |
| 2022/23         | Olympique Lyon B | Vlag van Frankrijk | Championnat National 2 | 20         | 8          | —     | —     | —        | —        | —        | —        | 20     | 8      |
| 2023/24         | RWDM             | Vlag van België    | Eerste klasse A        | 22         | 2          | 3     | 0     | —        | —        | —        | —        | 25     | 2      |
| 2024/25         | Pau FC           | Vlag van Frankrijk | Ligue 2                | 0          | 0          | 0     | 0     | —        | —        | —        | —        | 0      | 0      |
| Carrière totaal | Carrière totaal  | Carrière totaal    | Carrière totaal        | 22         | 8          | 0     | 0     | 0        | 0        | 0        | 0        | 22     | 8      |

Bijgewerkt op 17 juli 2024.
1 Lathouwers ·
3 Halilou ·
4 Doudaev ·
5 De Sart ·
6 Halifa ·
7 Montes ·
8 Abe ·
9 Parzyszek ·
10 Robail ·
11 Ziani ·
15 Laâziri ·
17 Barry ·
20 Poku ·
21 Marsoni ·
22 Soelle Soelle ·
23 Del Piage ·
26 Kestens ·
28 Hubert ·
29 Maurer ·
30 Baghli ·
31 Dodeigne ·
43 Sousa ·
49 Sapata ·
51 Preijs ·
53 Messad-Kouchiche ·
60 Awudu ·
70 Nkurunziza ·
77 Biron ·
83 Lemmens ·
84 El Arouch ·
99 Benjdida ·
Coach: Ferrera
· Assistent-coach: Baherlé
· Assistent-coach: De Camargo